# Coimères
Coimères – miejscowość i gmina we Francji, w regionie Nowa Akwitania, w departamencie Żyronda.
Według danych na rok 1990 gminę zamieszkiwały 583 osoby, a gęstość zaludnienia wynosiła 45 osób/km² (wśród 2290 gmin Akwitanii Coimères plasuje się na 657. miejscu pod względem liczby ludności, natomiast pod względem powierzchni na miejscu 881.).